# Sistema de Pago Interbancario y Transfronterizo
El Sistema de Pago Interbancario y Transfronterizo (CIPS, del inglés Cross-Border Interbank Payment System) es un sistema de pago que ofrece servicios de compensación y liquidación para sus participantes en pagos y transferencias transfronterizas en moneda china (Renminbi RMB o yuan). Es una infraestructura básica para los mercados financieros en China.

## Implantación de CIPS
Se propone el sistema de pagos internacionales como alternativa a los sistemas SWIFT (Estados Unidos) e IBAN (Europa). El CIPS entró en funcionamiento el 8 de octubre de 2015 con 19 bancos tanto chinos como extranjeros que se establecieron en China continental y 176 participantes indirectos que cubrían 6 continentes y 47 países y regiones. 
El 25 de marzo de 2016, CIPS firmó un memorando de entendimiento con SWIFT con la comprensión mutua de la implementación de SWIFT como un canal de comunicación seguro, eficiente y fiable para la conexión de CIPS con los miembros de SWIFT, que proporcionaría una red que permite a las instituciones financieras enviar y recibir información financiera. transacciones en un entorno seguro, estandarizado y confiable. CIPS a veces se conoce como el Sistema Interbancario de Pagos de China.

## Sistemas alternativos al CIPS
Las alternativas más importantes al SWIFT estadounidense son:
- IBAN - Unión Europea  (International Bank Account Number - Código Internacional de Cuenta Bancaria)[3][4]
- ISO 9362 - Estados Unidos
- SPFS - Rusia (Система передачи финансовых сообщений - Sistema de mensajería financiera)[5]
- Existen otras alternativas incipientes, entre ellas la de los BRICS.